# Богатырша
«Богатырша» — российский анимационный фильм режиссёра Ольги Лопато, вышедший в прокат в 1 января 2016 года. Снимался мультфильм в Ереване (Армения) на студии Touch FX Animation Studio.

## Сюжет
Витязь Бориполк одерживает победу над Кощеем и один из волхвов предсказывает, что третий сын Бориполка станет великим героем. Но третьим ребёнком Бориполка становится девочка Роса, над которой многие начинают потешаться из-за пророчества волхва. Девочка несмотря ни на что старается оправдать пророчество и стать героем. И когда дружина не справляется со Змеем Горынычем, Роса притворяется парнем и отправляется покорять врага.

## Роли озвучивания
- Анна Хилькевич — Роса
- Алексей Чумаков — средняя голова Змея Горыныча
- Гарик Харламов — правая голова Змея Горыныча
- Тимур Батрутдинов — левая голова Змея Горыныча
- Михаил Пореченков — Бориполк
- Алёна Бабенко — Рогнеда
- Дмитрий Филимонов — воевода
- Борис Щербаков — князь
- Мирослава Карпович — княжна
- Армен Джигарханян — дед Пихто
- Василиса Эльдарова — Роса в детстве

## Критика
Мультфильм в целом получил негативные отзывы. В рецензии Бориса Иванова на film.ru отмечены недостатки с моралью и логикой произведения, а также не полностью раскрытыми темами. Положительно отмечен саундтрек к мультфильму. Также фильм был раскритикован из-за низкополигональной графики и визуальной составляющей, например низкопроработанные текстуры и низкое качество рендеринга.